# Rhonda Vincent
Rhonda Vincent (Kirksville, 13 luglio 1962) è una cantautrice e musicista statunitense.

## Biografia
Originaria del Missouri, è un'esponente del genere bluegrass. Ha iniziato la propria carriera da bambina con la famiglia e con la band chiamata The Sally Mountain Show.
Nel 1988 ha pubblicato il suo primo album da solista. 
Negli anni '90 ha pubblicato anche due album per la Giant Records.
Successivamente si è legata alla Rounder Records.
Ha collaborato con Dolly Parton, Alan Jackson, Tanya Tucker e altri artisti.

## Discografia
Album
- 1988 - New Dreams and Sushine
- 1990 - A Dream Come True
- 1991 - Bound for Gloryland
- 1991 - New Dreams & Sunshine
- 1991 - Timeless & True Love
- 1993 - Written in the Stars
- 1996 - Trouble Free
- 2000 - Back Home Again
- 2001 - The Storm Still Rages
- 2002 - My Blue Tears (raccolta)
- 2003 - One Step Ahead
- 2005 - Ragin' Live
- 2006 - All American Bluegrass Girl
- 2006 - Beautiful Star: A Christmas Collection (natalizio)
- 2008 - Good Thing Going
- 2009 - Destination Life
- 2010 - Taken
- 2011 - Your Money and My Good Looks (con Gene Watson)
- 2012 - Sunday Mornin' Singin'
- 2014 - Only Me